# Sidobinangun
Sidobinangun is een bestuurslaag in het regentschap Lamongan van de provincie Oost-Java, Indonesië. Sidobinangun telt 2201 inwoners (volkstelling 2010).